# Шумарак (Ковин)
Шумарак (до 1947. Емануеловац; мађ. Emánueltelep) је насељено место у општини Ковин, Јужнобанатски округ, у Војводини, Србија. Према попису становништва из 2022. има 113 становника.
Смештено је на ивици Делиблатске пешчаре и представља велико викендашко насеље уз релативно малу староседелачку популацију. Налази се на путу између Гаја и Дубовца. Пораст броја становника последњих година је настао променом пребивалишта људи који су отишли у пензију и напустили неки од великих градова, најчешће Београд.

## Демографија
Према попису из 2002. било је 180 становника (према попису из 1991. било је 109 становника).
У насељу Шумарак живи 139 пунолетних становника, а просечна старост становништва износи 39,9 година (39,7 код мушкараца и 40,2 код жена). У насељу има 59 домаћинстава, а просечан број чланова по домаћинству је 3,02.
Становништво у овом насељу веома је нехомогено.
|  |

| Демографија | Демографија | Демографија |
| Година      | Становника  | Становника  |
| ----------- | ----------- | ----------- |
| 1948.       | 233         |             |
| 1953.       | 231         |             |
| 1961.       | 192         |             |
| 1971.       | 241         |             |
| 1981.       | 168         |             |
| 1991.       | 109         | 109         |
| 2002.       | 180         | 179         |
| 2011.       | 161         |             |

| Година | Укупно | Мађари | Југословени | Срби   | Хрвати | Остали |
| 1991.  | 109    | 55.04% | 26.6%       | 15.59% | 0.91%  | 2.04%  |

| Етнички састав према попису из 2002.‍ | Етнички састав према попису из 2002.‍ | Етнички састав према попису из 2002.‍ | Етнички састав према попису из 2002.‍ | Етнички састав према попису из 2002.‍ |
| ------------------------------------ | ------------------------------------ | ------------------------------------ | ------------------------------------ | ------------------------------------ |
|                                      |                                      |                                      |                                      |                                      |
| Мађари                               | Мађари                               |                                      | 62                                   | 34,44%                               |
| Срби                                 | Срби                                 |                                      | 54                                   | 30,0%                                |
| Румуни                               | Румуни                               |                                      | 9                                    | 5,0%                                 |
| Југословени                          | Југословени                          |                                      | 6                                    | 3,33%                                |
| Роми                                 | Роми                                 |                                      | 3                                    | 1,66%                                |
| Црногорци                            | Црногорци                            |                                      | 1                                    | 0,55%                                |
| Хрвати                               | Хрвати                               |                                      | 1                                    | 0,55%                                |
| Словаци                              | Словаци                              |                                      | 1                                    | 0,55%                                |
| непознато                            | непознато                            |                                      | 1                                    | 0,55%                                |

| Година пописа     | 1948. | 1953. | 1961. | 1971. | 1981. | 1991. | 2002. |
| ----------------- | ----- | ----- | ----- | ----- | ----- | ----- | ----- |
| Број домаћинстава | 76    | 77    | 62    | 76    | 50    | 37    | 59    |

| Број чланова      | 1  | 2  | 3  | 4  | 5 | 6 | 7 | 8 | 9 | 10 и више | Просек |
| ----------------- | -- | -- | -- | -- | - | - | - | - | - | --------- | ------ |
| Број домаћинстава | 14 | 13 | 12 | 10 | 3 | 6 | 0 | 0 | 0 | 1         | 3,02   |

| Пол    | Укупно | Неожењен/Неудата | Ожењен/Удата | Удовац/Удовица | Разведен/Разведена | Непознато |
| ------ | ------ | ---------------- | ------------ | -------------- | ------------------ | --------- |
| Мушки  | 73     | 19               | 47           | 5              | 2                  | 0         |
| Женски | 73     | 15               | 48           | 9              | 1                  | 0         |
| УКУПНО | 146    | 34               | 95           | 14             | 3                  | 0         |

| Пол    | Укупно                    | Пољопривреда, лов и шумарство | Рибарство                            | Вађење руде и камена | Прерађивачка индустрија       |
| ------ | ------------------------- | ----------------------------- | ------------------------------------ | -------------------- | ----------------------------- |
| Мушки  | 48                        | 32                            | 0                                    | 0                    | 4                             |
| Женски | 26                        | 18                            | 0                                    | 0                    | 6                             |
| УКУПНО | 74                        | 50                            | 0                                    | 0                    | 10                            |
| Пол    | Производња и снабдевање   | Грађевинарство                | Трговина                             | Хотели и ресторани   | Саобраћај, складиштење и везе |
| Мушки  | 0                         | 8                             | 1                                    | 1                    | 1                             |
| Женски | 0                         | 0                             | 1                                    | 0                    | 0                             |
| УКУПНО | 0                         | 8                             | 2                                    | 1                    | 1                             |
| Пол    | Финансијско посредовање   | Некретнине                    | Државна управа и одбрана             | Образовање           | Здравствени и социјални рад   |
| Мушки  | 0                         | 0                             | 0                                    | 0                    | 1                             |
| Женски | 0                         | 1                             | 0                                    | 0                    | 0                             |
| УКУПНО | 0                         | 1                             | 0                                    | 0                    | 1                             |
| Пол    | Остале услужне активности | Приватна домаћинства          | Екстериторијалне организације и тела | Непознато            | Непознато                     |
| Мушки  | 0                         | 0                             | 0                                    | 0                    | 0                             |
| Женски | 0                         | 0                             | 0                                    | 0                    | 0                             |
| УКУПНО | 0                         | 0                             | 0                                    | 0                    | 0                             |